# Parkesia
Parkesia – rodzaj ptaków z rodziny lasówek (Parulidae).

## Występowanie
Rodzaj obejmuje gatunki występujące w Ameryce Północnej, zimą także w północnej części Ameryki Południowej.

## Morfologia
Długość ciała 15–15,5 cm, masa ciała 13,8–26 g.

## Systematyka

### Etymologia
Nazwa rodzajowa honoruje dr. Kennetha Parkesa (1922–2007), amerykańskiego ornitologa.

### Gatunek typowy
Motacilla noveboracensis J.F. Gmelin

### Podział systematyczny
Takson ostatnio wyodrębniony z Seiurus. Do rodzaju należą następujące gatunki:
- Parkesia motacilla (Vieillot, 1809) – lasówka potokowa
- Parkesia noveboracensis (J.F. Gmelin, 1789) – lasówka nadwodna